# ヴオン・ディン・フエ
ヴオン・ディン・フエ（王 廷恵、ベトナム語: Vương Đình Huệ／王廷惠、1957年3月15日 - ）は、ベトナムの政治家、経済学博士。第9代ベトナム国会議長、ハノイ市共産党委員会の書記を務めた。 以前は財政大臣であり、経済政策と戦略の中央委員会諮問機関であるPCC経済委員会（Ban Kinh tế Trung ương）の長であった。また、 第10回、第11回および第12回ベトナム共産党中央委員会のメンバーでもある。 そして、2016年から2020年の間、副首相を務めていた。
2021年から2026年の任期で国会議長を務めていたが、2024年4月26日、ベトナム共産党中央委員会の特別会合でフエの辞任が承認され、中央委員会と政治局からも退くこととなった。5月2日に国会で議長の職を解く決議案が承認された。